# Tachytrechus novus
Tachytrechus novus är en tvåvingeart som beskrevs av Octave Parent 1927. Tachytrechus novus ingår i släktet Tachytrechus och familjen styltflugor. Inga underarter finns listade i Catalogue of Life.